# Tivoli Hotels & Resorts
Tivoli Hotels & Resorts é um grupo hoteleiro português.  
Desde 2016 que faz parte do Minor Hotel Group e está presente como marca em 12 unidades em Portugal e duas no Brasil. Com mais de 80 anos de existência, a Tivoli Hotels & Resorts destaca-se pela oferta de experiências únicas que dão a conhecer o mais autêntico em cada destino, e por um serviço inovador e de excelência. Em Portugal, a Tivoli está presente nos principais destinos turísticos: da cosmopolita cidade de Lisboa, à romântica vila de Sintra e às praias e campos de golfe do Algarve. No Brasil, marca presença na vibrante cidade de São Paulo e na calorosa Bahia. A Tivoli Hotels & Resorts integra a Global Hotel Alliance, uma aliança mundial de 32 marcas hoteleiras, que oferecem aos seus clientes o programa de fidelização DISCOVERY. Este programa dá acesso a fantásticas experiências locais, para além de privilégios e serviços personalizados em mais de 550 hotéis.

## Em Portugal
- Tivoli Lisboa
- Tivoli Jardim
- Tivoli Oriente
- Tivoli Palácio de Seteais
- Tivoli Sintra
- Tivoli Coimbra
- Tivoli Marina Portimão
- Tivoli Victoria
- Tivoli Marina Vilamoura
- Tivoli Lagos
- Tivoli Carvoeiro
- The Residences at Victoria Clube de Golfe managed by Tivoli Hotels & Resorts

## No Brasil
- Tivoli Ecoresort Praia do Forte
- Tivoli São Paulo – Mofarrej